# Калиста
Калиста (грч. Kallisto, лат. Callisto) кћерка ликосурскога краља Ликаона, била је пратиља богиње лова Артемиде.

## Митологија
Приметивши лепоту Калисте, Зевс је, да би јој се приближио, узео обличје богиње Артемиде и обљубио је. Када је, док су се купале у шумском језеру, богиња Артемида видела последице сусрета Зевса и Калисте, протерала је Калисту из свог друштва.
Напуштена Калиста је лутала шумама и брдима, и сама је родила сина Аркада. Хера, Зевсова жена, када је сазнала да је муж преварио са прелепом Калистом, претворила је, из освете због прељубе мужа, Калисту у женку медведа. Аркад је, када је једном приликом угледао медведа, затегао је лук и дограбио копље, али Зевс, знајући да је то претворена Калиста није допустио да син убије мајку, али како један бог не може својим одлукама бити изнад другог бога, учинио је то да се и Аркад претвори у медведа, а затим их је обоје примио на небо да буду сазвежђе Велики и Мали медвед.

## О Калисти
Судбина Калисте, која је позната по Овидијевим „Метармофозама“, постала је омиљена тема ренесансних и барокних уметника.
- Артемида и Калиста - слика, Тицијан, 1559, Уметничко историјски музеј у Бечу
- Артемида и Калиста - слика, Тицијан, 1560, Bridgewater House у Лондону
- Артемида и Калиста - слика, Тицијан, 1562, Шкотска народна галерија у Единбургу
- Дијана и Калиста - слика, Рубенс, 1632-1640, Музеј Прадо у Мадриду
- Калиста - балет, Ф. Ј. Госек, 1796,
- Калиста - драма, Ј. Вршлицки, 1883,